# 馬自達Bongo
馬自達Bongo（日语：マツダ・ボンゴ）是日本馬自達汽車公司自1966年起生產銷售的平頭式（cab over the engine，駕駛室位於引擎上方，故車頭是平的）商用車，衍生出廂型車、具有後車斗的貨車等車型。

## 概要
車名「Bongo」在英文裡意為非洲出產的一種羚羊；而Bongo的高級車款「Brawny」在英文裡意為力量強大，因載貨能力較重，故賦予這個副名。這款車以前曾銷售過旅行車型（wagon），但現在只生產廂型車和卡車兩種；同時後輪設定為兩個直徑尺寸較小的輪胎。
第一代Bongo採單廂式廂型車設計，在當年是最暢銷的車款，幾乎成為此型汽車的代名詞。於是，消費者時常用「Bongo車」稱呼這種外型的商用車。與第三代Bongo同時發售的福特Spectron是雙生車種，由馬自達貼牌生產。
在2007年7月豐田汽車暫停生產豐田LiteAce和豐田TownAce兩款商用車，至同年12月重新開賣的5個月期間，日本此級距的商用車市場由此款車寡占，因為日產Vanette和三菱Delica都是由馬自達换牌生產，故三款兄弟車被當地消費者合稱「Bongo三兄弟」。
外銷的車名為E系列，在中東地區和東南亞市場替福特汽車代工生產，稱為J系列或者福特Econovan。

## 歷史

### 第一代（1966年至1975年）
1966年 - 5月上市，車頭屬於「平頭式」（cab over）設計，引擎後置、後輪驅動。初期的動力來源為一具782c.c.水冷式OHV四衝程SA型引擎，最大馬力37ps / 5,000rpm，最大扭力6.3kg·m / 3,000rpm，外銷版稱之為馬自達F800。懸吊系統採四輪獨立懸吊，共區分成卡車、廂型車、旅行車三種車型：
1. 卡車（Bongo Truck）：可乘坐2人，後車斗容積500kg。
2. 廂型車（Bongo Van）：有二排座椅，可乘坐2至5人，最後方的載貨空間為200kg。
3. 旅行車（Bongo Coach）：採2+3+3的三排座位設計，最多可容納8名乘客。

1968年 - 追加一具987c.c.水冷式OHV直列四缸PB型引擎，最大馬力48ps / 5,500rpm，最大扭力7.7kg·m / 2,500rpm，外銷版稱之為馬自達F1000。
由於1973年全球爆發第一次石油危機，馬自達的營運陷入困難，加上日本政府於昭和51年頒布新的《汽車廢氣排放標準》（（日語）自動車排出ガス規制），這部車在1975年停止生產。

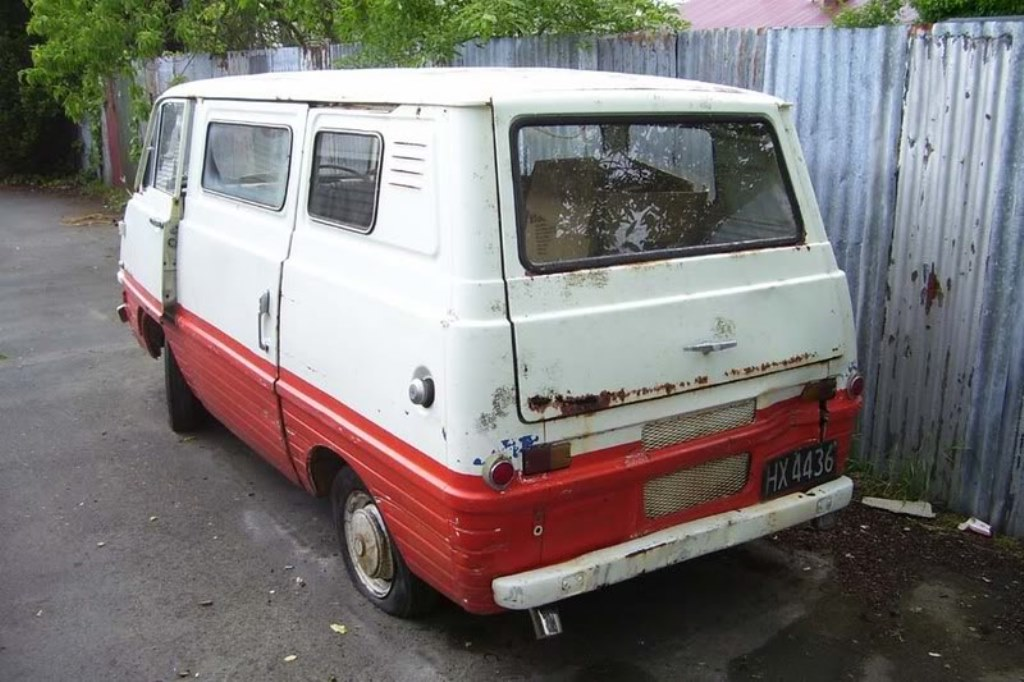
F1000車尾
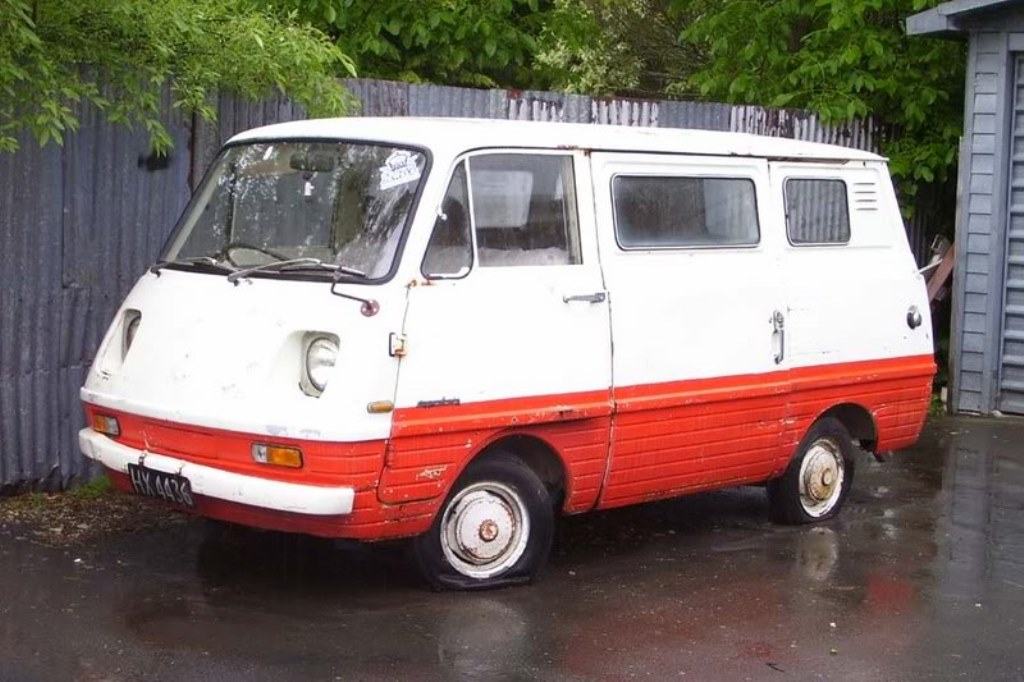
F1000車頭

### 第二代（BA2型 1977年至1983年）
1977年 - 時隔兩年，Bongo大改款登場。原廠將原本後置後驅的驅動方式改為前置後驅，而後輪輪胎的直徑也變小，但以雙疊式佈局來增加負重。卡車車型以Bongo Wide Low（（日語）ボンゴワイドロー）之名銷售，這是為了方便裝卸貨物而做的低車斗設計，且上面沒有預留置放備胎的空間。這樣的設計推出後即受到市場的歡迎，使得其他同級對手進而仿效。標準型車體（搭載1.3L直列四缸TC型引擎，外銷版稱為馬自達E1300）全長3,995mm、全寬1,620mm、全高1,850mm、載貨容積750kg，而加長型（搭載1.6L直列四缸NA型引擎，外銷版稱為馬自達E1600）全長則為4,445mm、載貨容積更達1,000kg。
1978年 - 元月開始電視廣告起用男演員山城新伍（Titan的系列廣告亦是如此）為主角，並推出同樣為小徑後輪的Bongo Multi Van和Bongo Wide Low Double Cab兩種車型：
1. 「Bongo Multi Van」（（日語）ボンゴマルチバン）：載貨容積區分成600kg和850kg兩種，個別的軸距不同，車頂高度也有差異。
2. 「Bongo Wide Low Double Cab」（（日語）ボンゴワイドロー ダブルキャブ）：改成加長軸距的底盤，車頭為二截式車廂，可乘坐六人；後面的車斗最多可載貨750kg。此車型搭載1.6L NA型引擎，並以價格便宜與容納更多乘員的特性在市場上受到歡迎。

同年10月推出9人座的Bongo Multi Wagon（（日語）ボンゴマルチワゴン），這種車型有4排座位，甚至可容納10人，並搭載1.8L直列四缸VC型引擎，最大馬力95ps、最大扭力15.2kg·m。
1979年 - 7月在馬自達「Mazda Auto」（Ẽfini的前身）經銷商體系販售其兄弟車Bongo Bondy，這款車與第二代Bongo的差異在於車頭進氣壩設計不同而已。10月推出2.2L S2型柴油引擎，最大馬力70ps、最大扭力14.5kg-m。這具柴油引擎在日本的單廂式商用廂型車市場屬於首創，並符合昭和54年頒布的汽車廢氣排放標準（（日語）自動車排出ガス規制）。在此同時停用1.3L TC型引擎，改以1.4L直列四缸SOHC UC型引擎代替，最大馬力76ps、最大扭力11.8kg·m。
1981年 - 元月同時進行Bongo和Bongo Bondy的小改款，將原為圓形二頭燈改成符合SAE規格的方型二頭燈，同時修改中控台與尾燈的造型、汽車牌照的位置。頂級款「West Coast」（（日語）ウェストコースト）甚至配備了電動天窗，和可迴轉對向的座椅。
由於當時馬自達和韓國起亞汽車具有合作關係，後者曾以此代Bongo為基礎開發出一款農業用卡車「起亞Ceres」。另外，這一代的Bongo可說是馬自達的救星，成為該公司1978年至1980年最暢銷的車種，使得停滯不前的營運狀況起死回生。

### 第三代（1983年至1999年）
1983年 - 9月進行大改款。此代Bongo的雙生車款為福特Spectron（乘用客車）與J80（商用車），由馬自達OEM代工並在福特的「Autorama」經銷商體系販售。自此代起將長車身的Bongo Brawny（（日語）ボンゴブローニイ）整合，部分車型改為雙疊式小徑後輪的設定。此外，內裝也變得更為充實、舒適，比如頂級車型配有電動窗，而動力方向盤（power steering）也根據等級設為標準或選購配備。此外，冷、暖空調也整合成同一套空調設施。
1984年 - 11月追加四輪驅動車型，搭載1.8L直列四缸SOHC F8型引擎，並將前輪碟煞列入標準配備。廢除客車的雙後輪樣式，且為了迎合討厭一年一次車檢的消費者，推出與廂型車型相同內裝，但裝置2排座位、可搭乘6人的「Business Wagon」（（日語）ビジネス・ワゴン）車型。
1986年 - 11月客車進行外觀與內裝小改款，並一律改成2.0L直列四缸SOHC FE型引擎。
1987年 - 9月進行卡車與廂型車的小改款，內外裝皆修改一小部分，且將動力方向盤、前座三點式安全帶列入全車系標準配備。推出四輪驅動的柴油引擎車，且將後窗雨刷納為廂型車的標準配備。兩年後，推出柴油渦輪增壓車型。
1990年 - 2月開始在副品牌「Eunos」經銷商體系販售兄弟車「Eunos Cargo Wagon」，除了廠徽銘牌及車色不同外，跟Bongo並沒有太大差異。此外進行小改款，全部廂型車與客車都在後車門上安裝後視鏡，且加裝中控鎖。
1994年 - 4月開始提供廂型車與卡車的OEM代工給日產汽車；相對的，日產汽車也提供OEM的「日產AD」車款作為Familia的旅行車型。
1995年 - 6月統一Bongo Wagon和Bongo Brawny Wagon兩種車型，推出半平頭式（semi cab over）多功能休旅車Bongo Friendee（詳情請參照馬自達Bongo Friendee）。這款車的雙生車種為福特Freda，亦在日本本土市場販售。
1996年 - 小改款，廢止使用1.5L E5型汽油引擎和2.0L RF型柴油引擎。卡車型換裝成1.8L F8型引擎，且原廠重新調校2.2L R2型柴油引擎，最大馬力從61ps一舉提升至76ps；直到1999年4月停止生產銷售。
日本國內曾出現由廂型車為基礎而改裝的升降雲梯車或特殊用途車，改裝公司為新明和工業。此外，起亞汽車也獲得馬自達的許可在韓國國內生產銷售以客車為藍本的「起亞Besta」及以廂型車和卡車為藍本的「起亞Wide Bongo」。隨後在1997年推出大改款「Bongo Frontier」，但這款車跟馬自達原有的SS或SE平台沒有任何關連性。2004年更推出大改款「Bongo III」，不過這是其母公司現代汽車生產的「現代Porter II」的兄弟車。
此代的外銷歐洲等地的車型依引擎排氣量的大小，分別命名為E1500 / E1800 / E2000 / E2000D / E2200D不等。

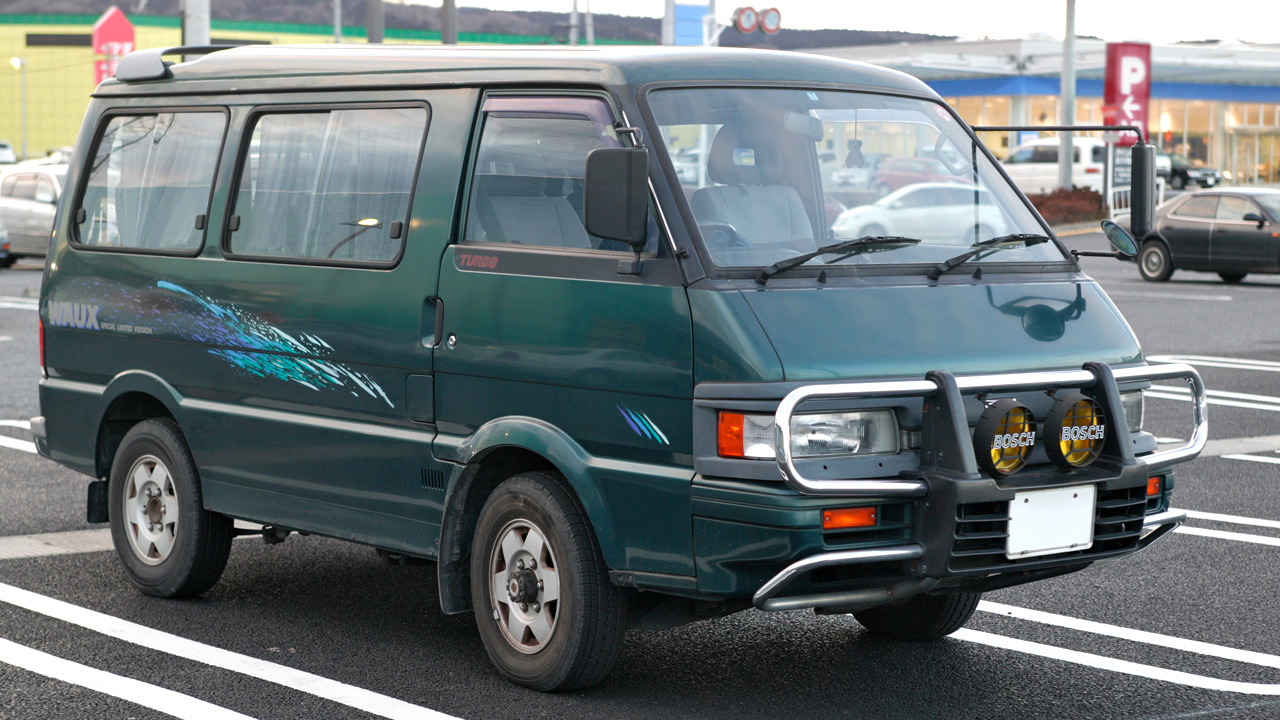
Wagon Waux車型
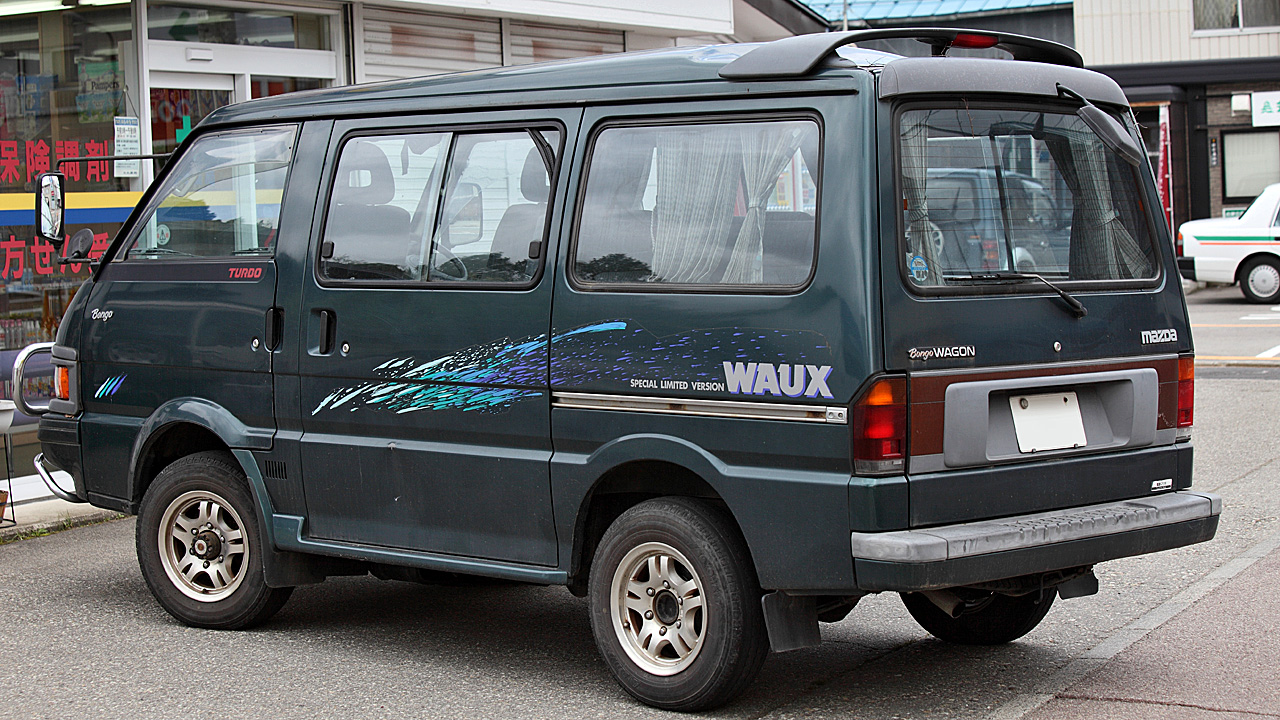
Wagon Waux車型
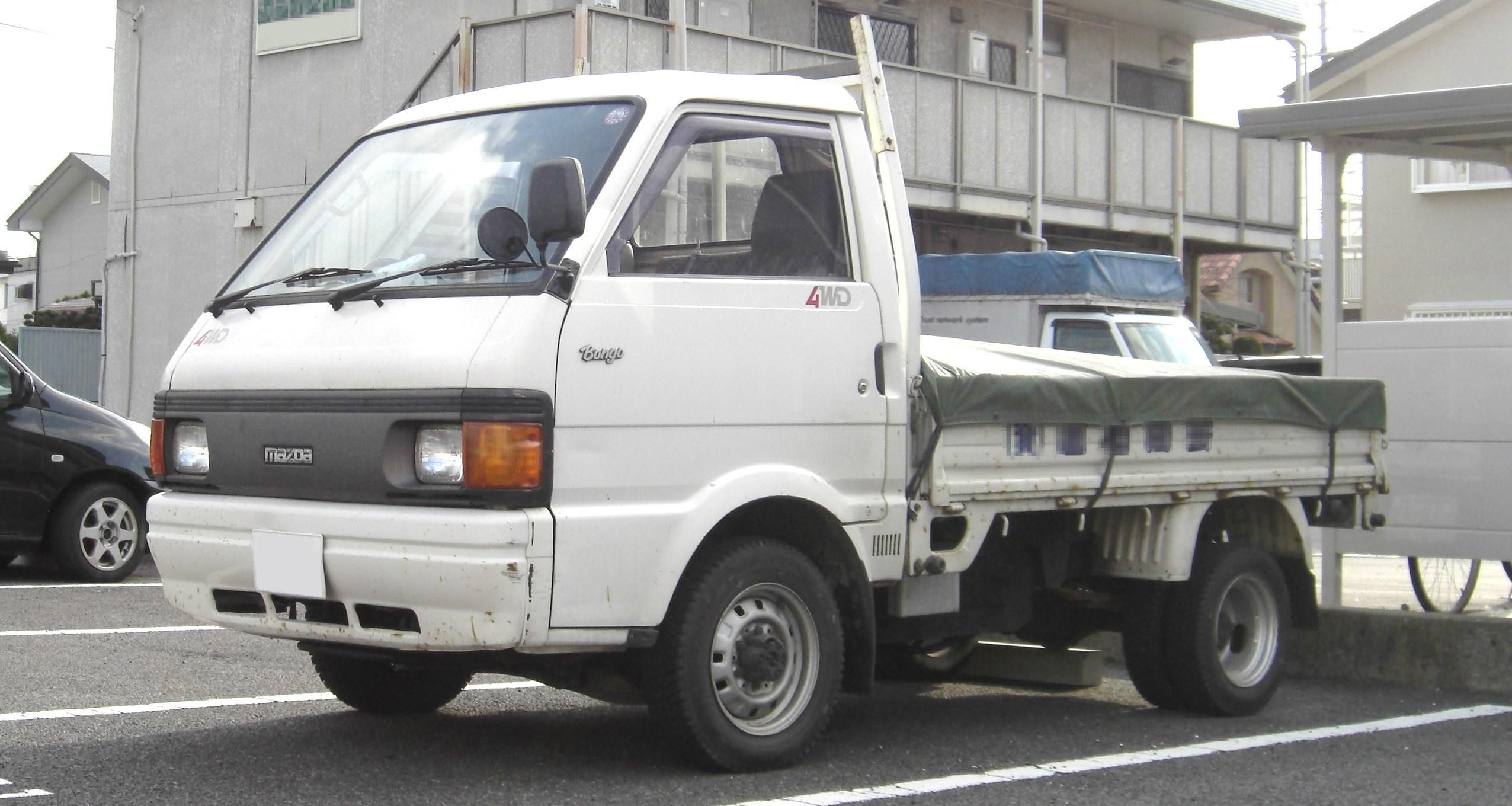
卡車型車頭

### 第四代（SK82/SKF2/SKP2/SLP2型 1999年至2020年）
1999年 - 6月17日推出大改款的第四代Bongo，以SS和SE平台改良而來的SK平台做基礎，實際上只有車體前半部經過防撞安全設計的改款。由於多品牌策略失利導致原廠的營運狀況惡化，開發預算也跟著緊縮，才會出現這種半吊子的「只改良前半段的大改款」。所以外觀和內裝雖然變化得更具現代風格，但事實上皆沿襲上一代的設計而來。
動力採附有EGI電子控制燃料噴射裝置的1.8L直列四缸SOHC F8-E型引擎，最大馬力提升至90ps；而2.2L直列四缸SOHC R2型柴油引擎的最大馬力則變成79ps。客車型的乘坐人數可隨著顧客做私人自家用或者商業營業用而做調整。在日本市場的商用4WD廂型車裡，只有此款車採用附有超低速副變速機的適時四輪傳動系統。此外，以往的柴油車型常排出大量黑煙，在這一代獲得了改善。1999年11月開始以此款車替三菱汽車做OEM代工，稱作三菱Delica。
2003年 - 12月搭載RF 2002型柴油渦輪增壓引擎的車型，推出符合新汽車廢氣排放標準的共軌式電腦控制柴油噴射系統，並安裝觸媒轉換器，讓沒有燃燒乾淨的廢氣二次燃燒以符合環保法規。同時，調校1.8L直列四缸SOHC F8-E型引擎的最大馬力達95ps。
2007年 - 8月為了符合環保法規，將柴油引擎加裝DPF柴油碳微粒濾清器（diesel particulate filter）；且所有卡車車型將電動窗和中控鎖納入標準配備。
2010年 - 8月改搭載與外銷歐洲的MX-5相同的1.8L直列四缸DOHC L8-VE型引擎，提升動力性能與油耗表現；並且增加了助手席的遮陽板、大型中央扶手等標準配備。為了提高冷房效果，廂型車加裝窗簾為標準配備；而卡車的車斗檯面加高45mm以提高裝卸貨物的便利性，「Single Wide Low」（（日語）シングルワイドロー）車型改裝較長的車斗，使得載貨容積加大50kg。此外，助手席安全氣囊、電動調整後視鏡裝置等也變成標準配備。
此代的外銷歐洲、澳洲、紐西蘭等地的車型依引擎排氣量的大小，分別命名為E1800 / E2000 / E2000D / E2200D不等。
2011年 - 10月三菱Delica改以日產NV2000 Vanette為底本，故馬自達停止OEM供給。
2012年 - 6月為了因應汽車安全新制，加大頭枕面積、變更頭燈配光方式、車尾加裝反光片

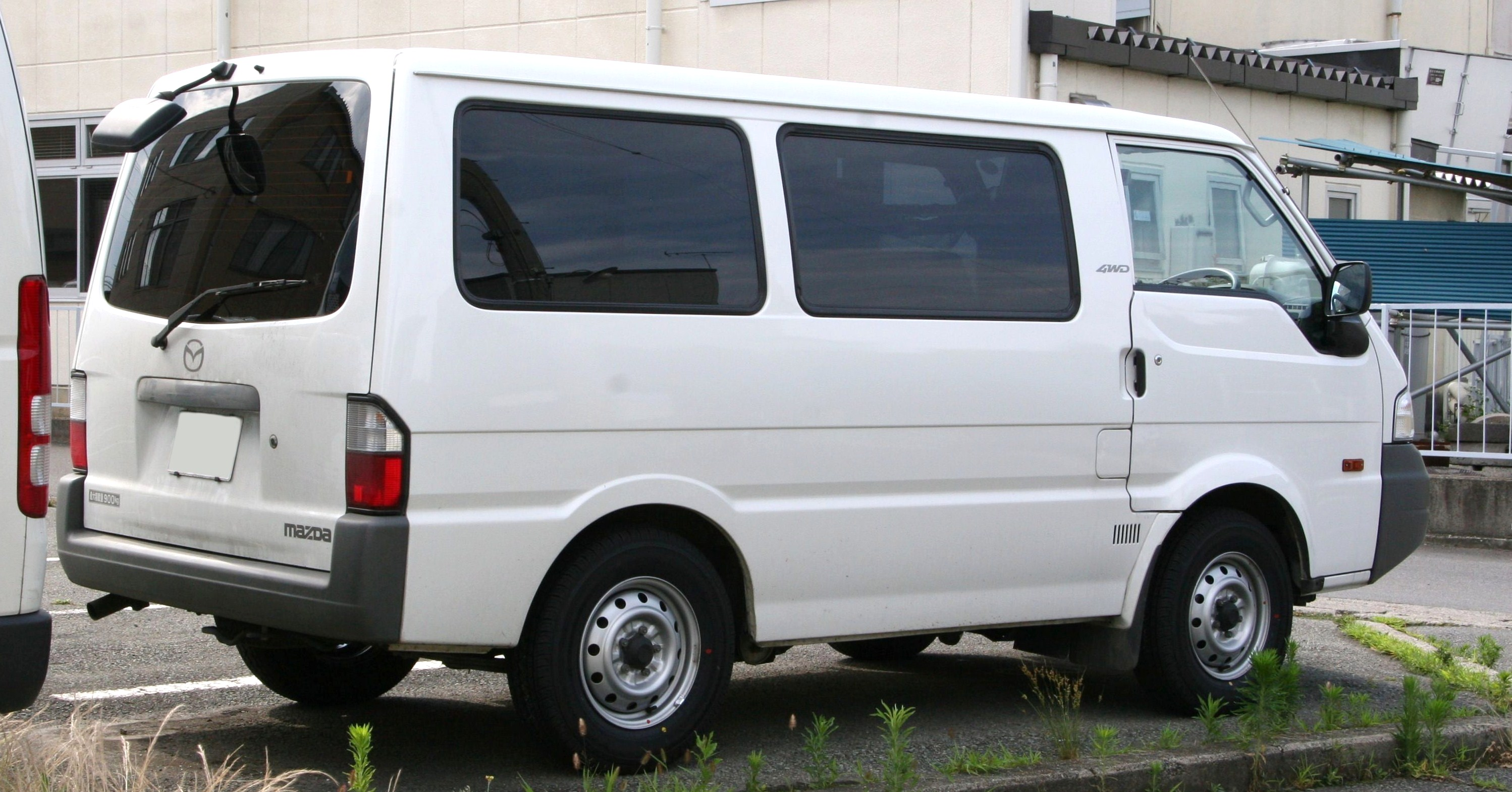
廂型車車尾
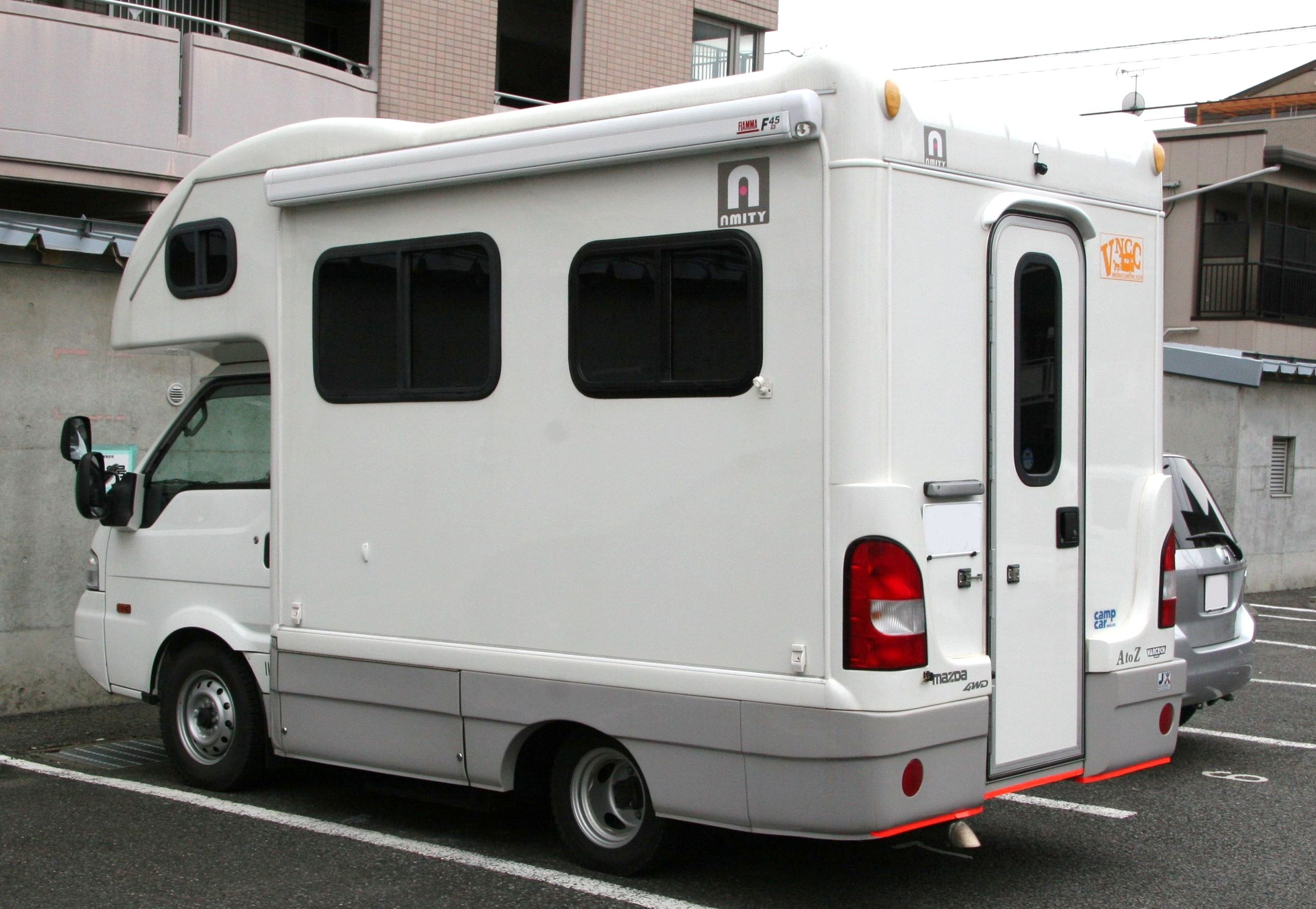
以卡車改裝成露營車
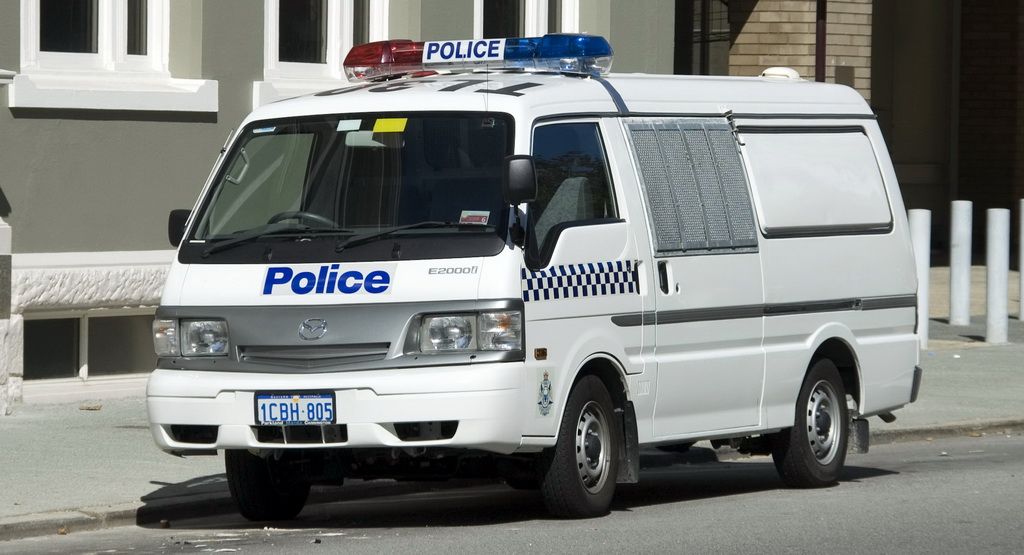
澳洲警車
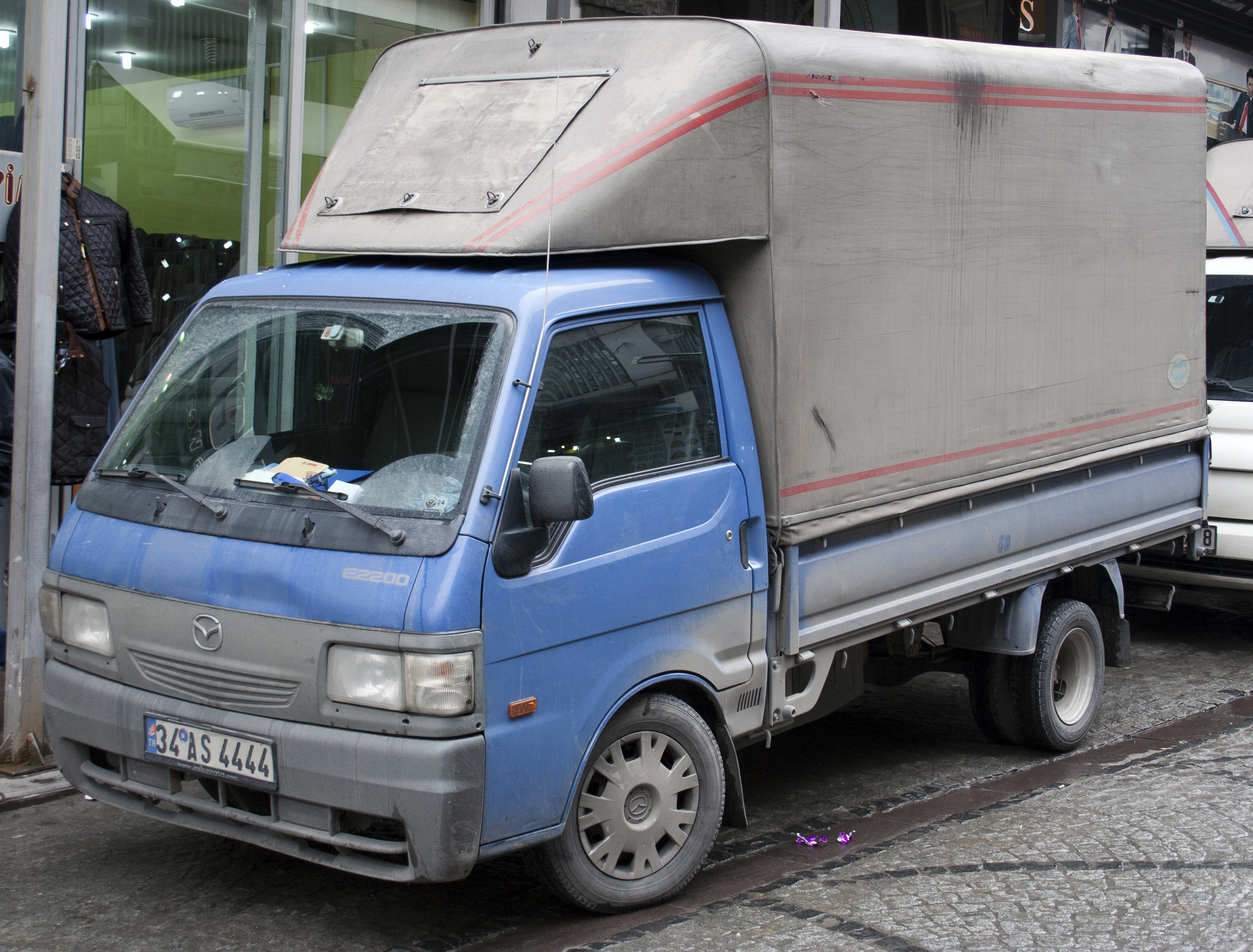
攝於伊斯坦堡
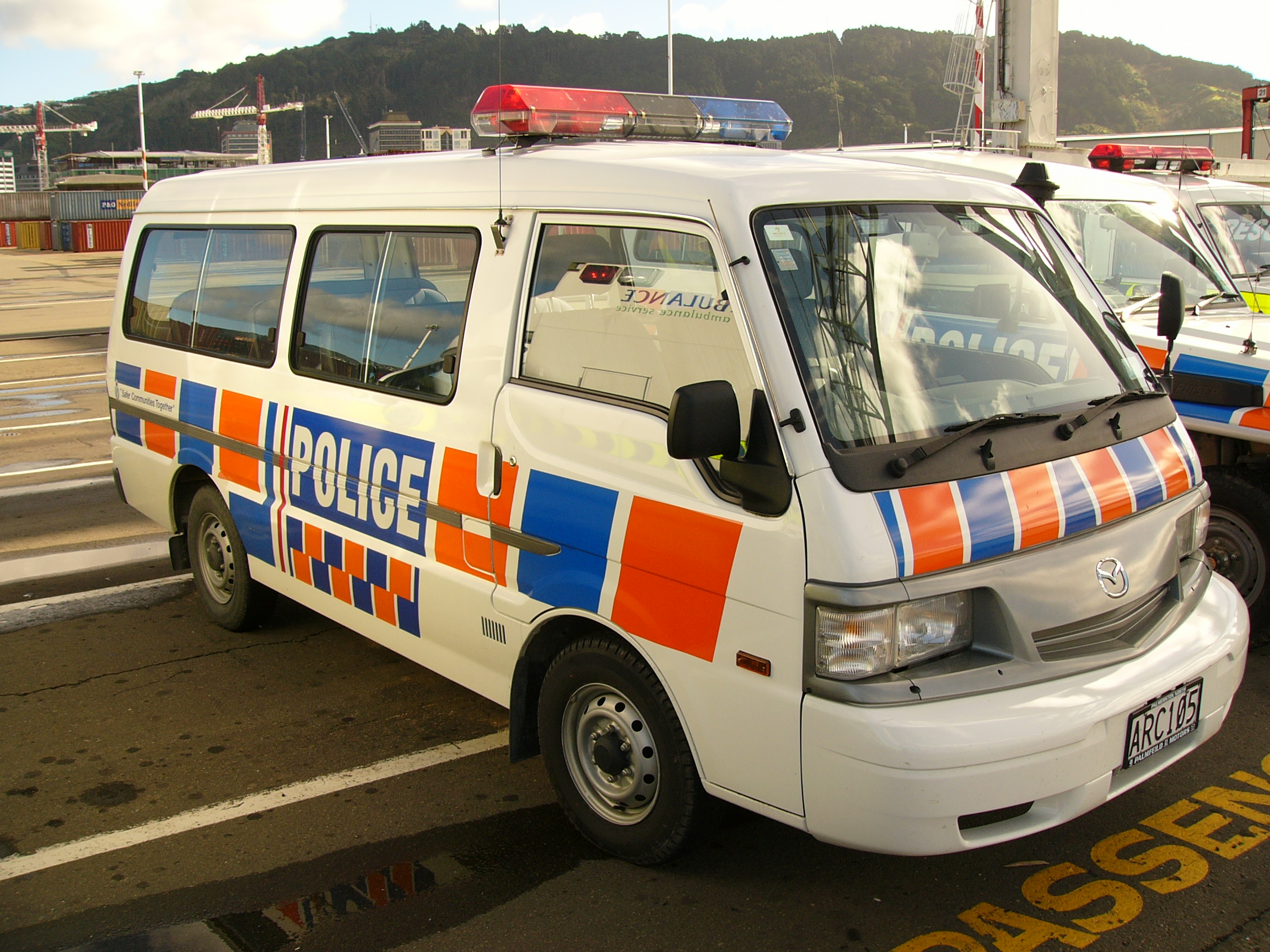
紐西蘭警車
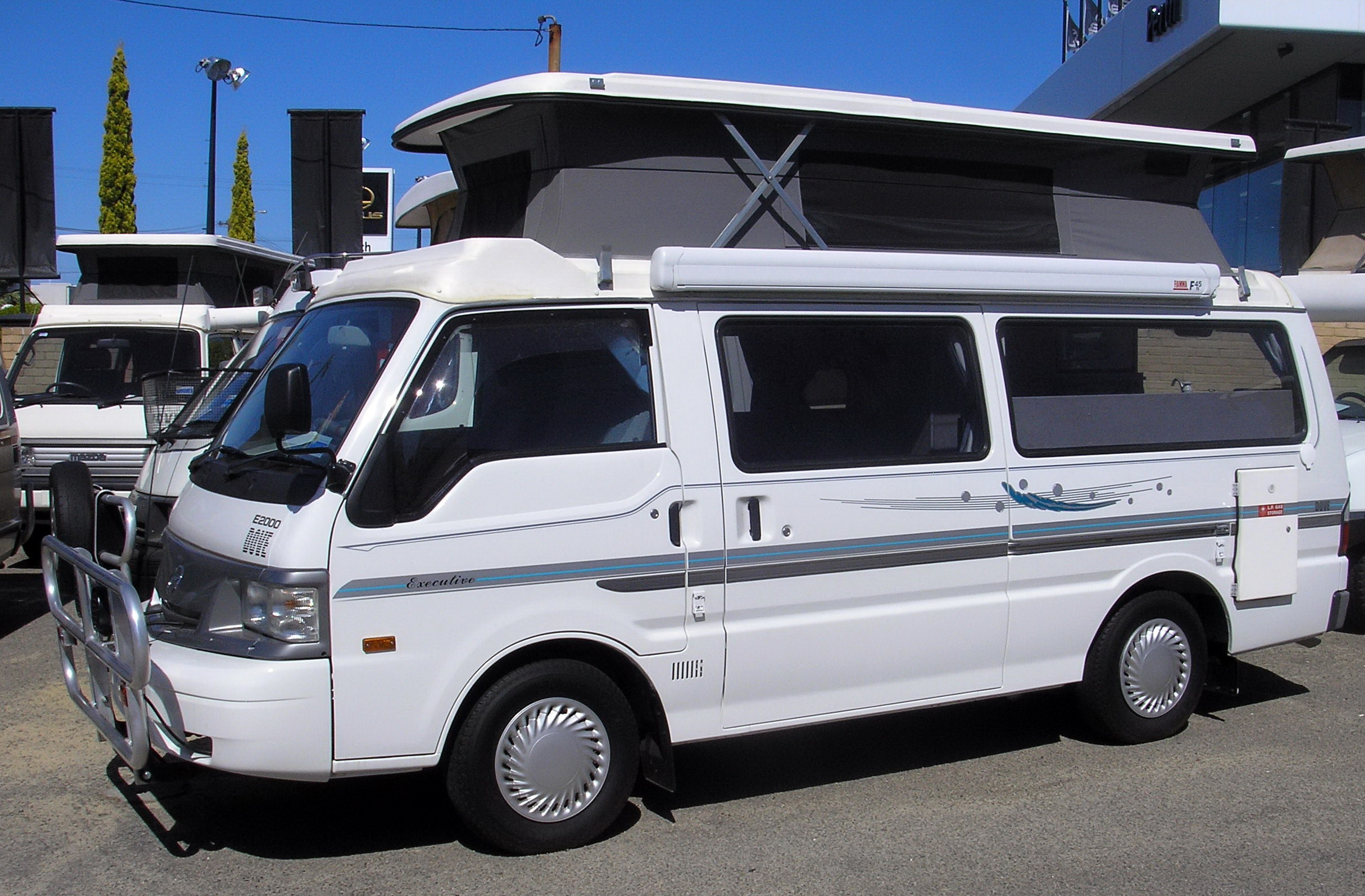
澳洲的改裝露營車

### 第五代（S403Z/S413Z/S403F/S413F型 2020年迄今）
2020年7月，Bongo在日本重新推出，基於大發Gran Max，分別有貨車和卡車兩種車型。
- 馬自達Bongo Van DX (S403Z)
- 馬自達Bongo Van DX (S403Z)

## Bongo Brawny車型
Bongo Brawny是此款車的頂級高端車型。

### SR型（1983年至1999年）/ SD型（1983年至2000年）
1983年 - 6月趁著大改款之際，加大軸距與車身，換裝更大排氣量的引擎以增加荷重能力。其中廂型車、客車採SR平台，卡車採SD平台，全車系將動力方向盤列入標準配備，跟Bongo的設定截然不同。雙生車款則為福特J100，由馬自達OEM代工並在福特的「Autorama」經銷商體系販售。
1985年 - 廂型車與長車體車型追加4WD系統，並搭載2.0L直列四缸SOHC FE型引擎。兩年後進行小改款，卡車與廂型車的4WD車型追加2.0L直列四缸渦輪增壓缸內直噴RF型柴油引擎，並將三點式安全帶和後窗雨刷納為標準配備。
1990年 - 再度小改款，全車系換裝不同色的前保險桿；廂型車與客車加裝後車門上的後視鏡與中控鎖。
1997年 - 內裝與外觀大幅改變，柴油車改換2.5L WL型柴油引擎，4WD車的前座可容納的空間從二人改為三人。
2000年 - 卡車車型改由Titan Dash（（日語）タイタン ダッシュ）接棒後續。

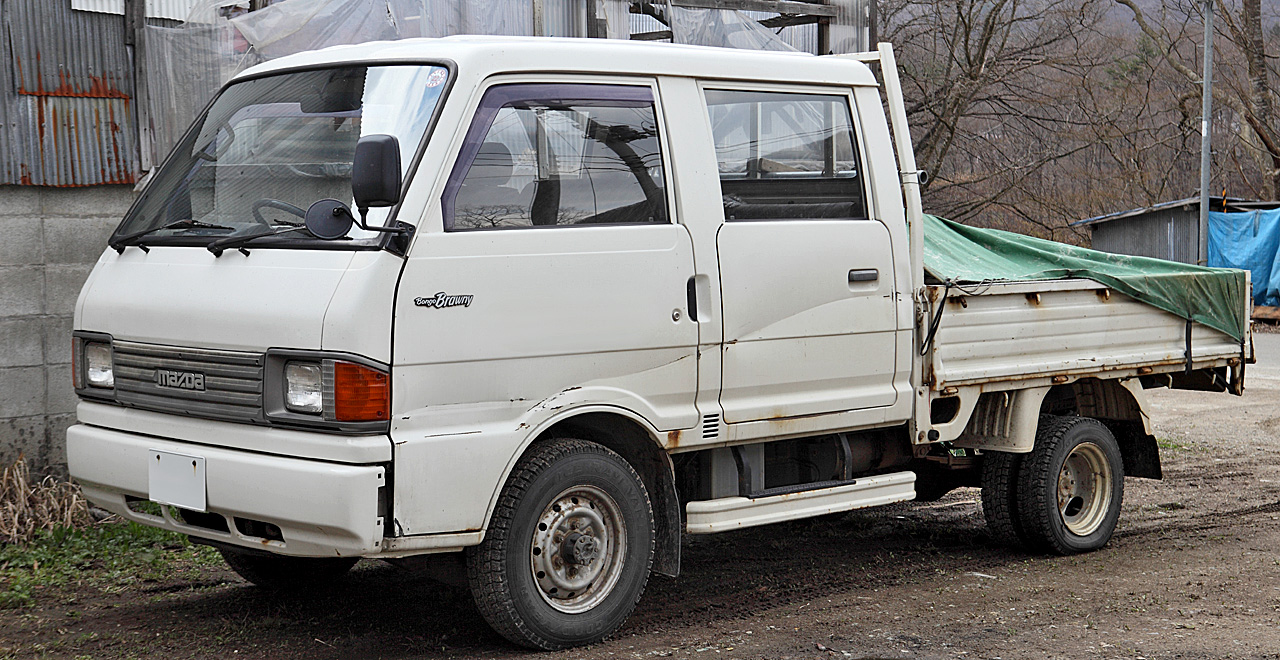
具有兩截車廂的卡車車頭
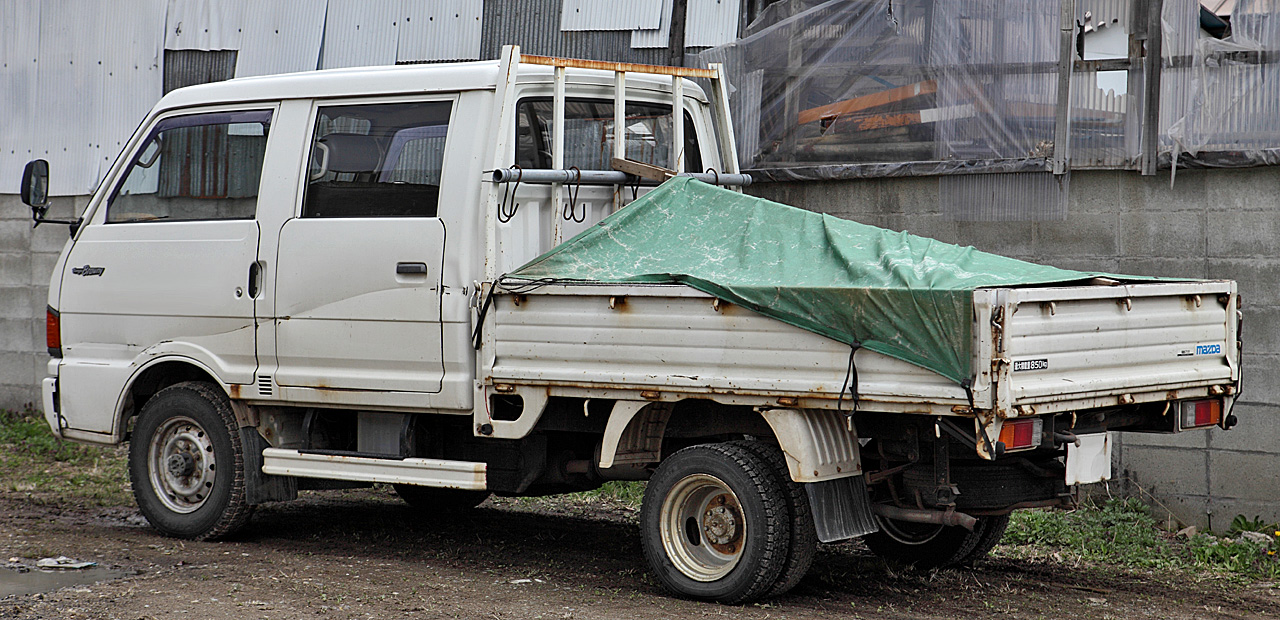
具有兩截車廂的卡車車尾

### SKE6/SKF6型（1999年至2010年）
1999年 - 6月如同前述，大改款的第四代Bongo上市，但Bongo Brawny的小改款樣式依然保留，只有變更像第四代Bongo一樣的車門與其他一些小零件而已。不過引擎換裝2.0L SOHC直列四缸FE-E型，最大馬力提升至100ps。同年11月開始以OEM方式供應給三菱汽車，更換廠徽銘牌成「三菱Delica Cargo」。
2004年 - 12月為了符合汽車廢氣排放標準，柴油引擎有安裝渦輪增壓及觸媒轉換器的2.5L直列四缸WL-T型，以及含共軌式電腦控制柴油噴射系統附渦輪增壓的2.0L直列四缸RF 2002型等選擇。
2010年 - 8月趁著Bongo小改款，馬自達停止生產Bongo Brawny，結束了長達27年的產品生命週期。

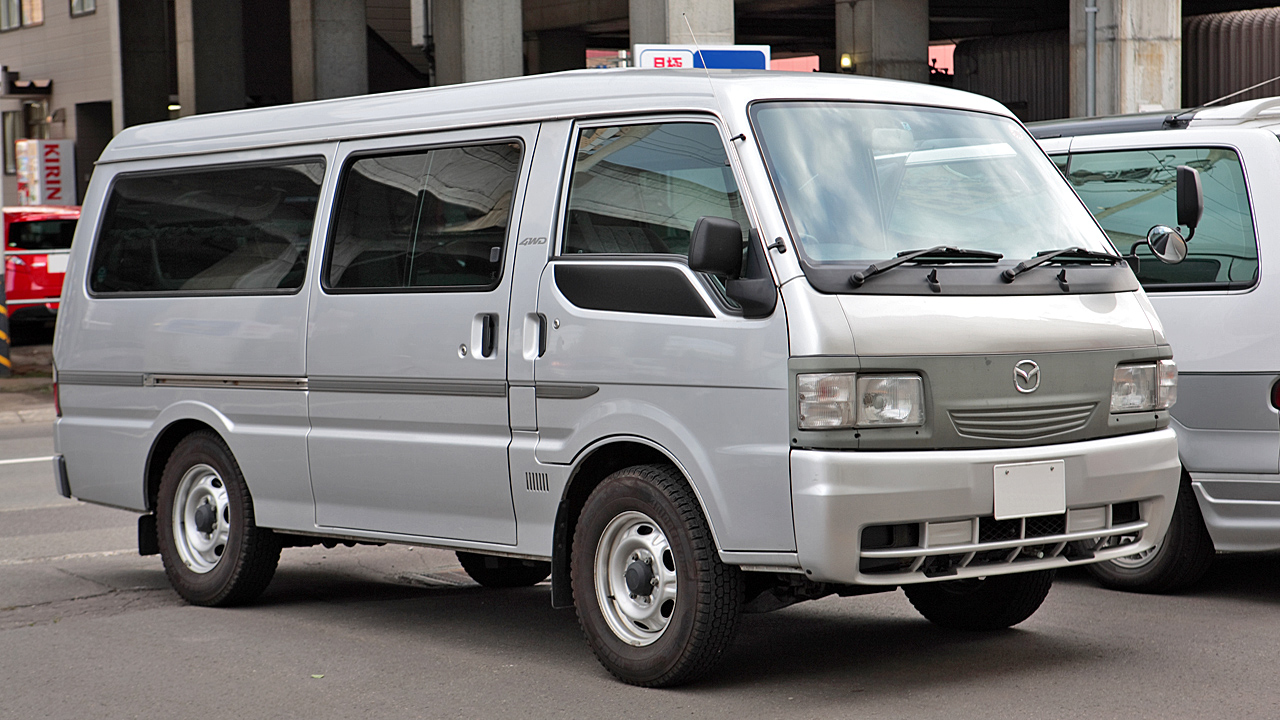
廂型車車頭
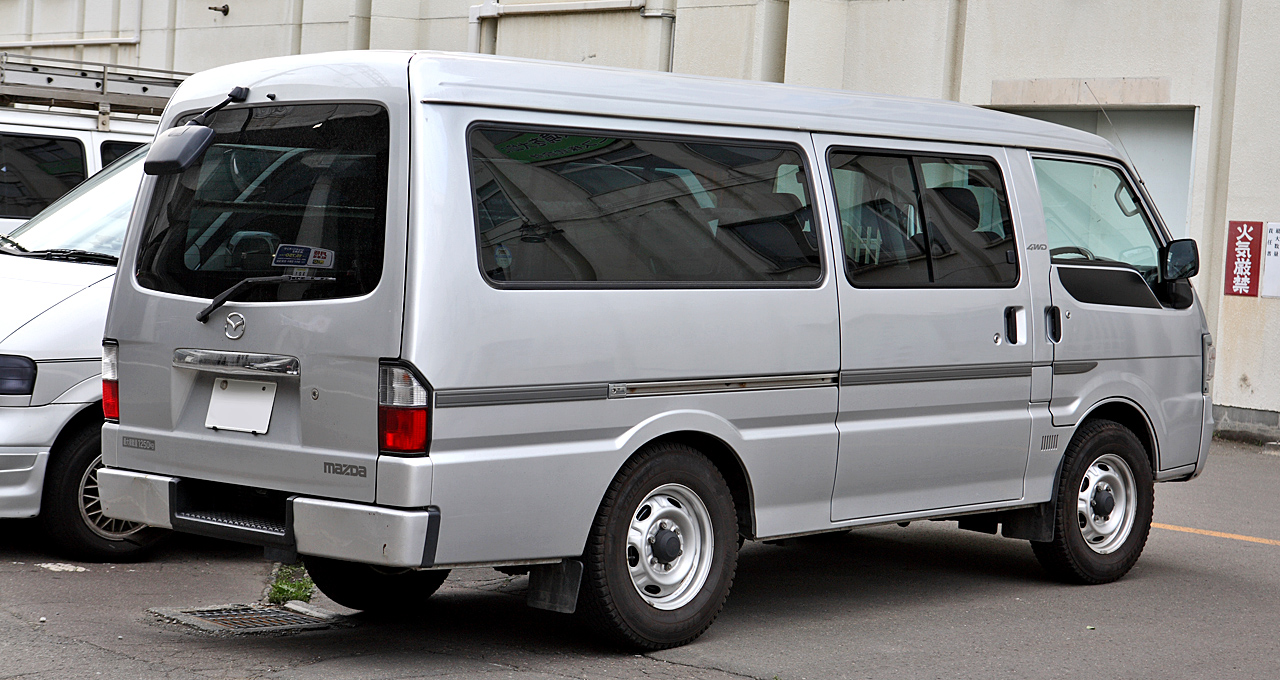
廂型車車尾
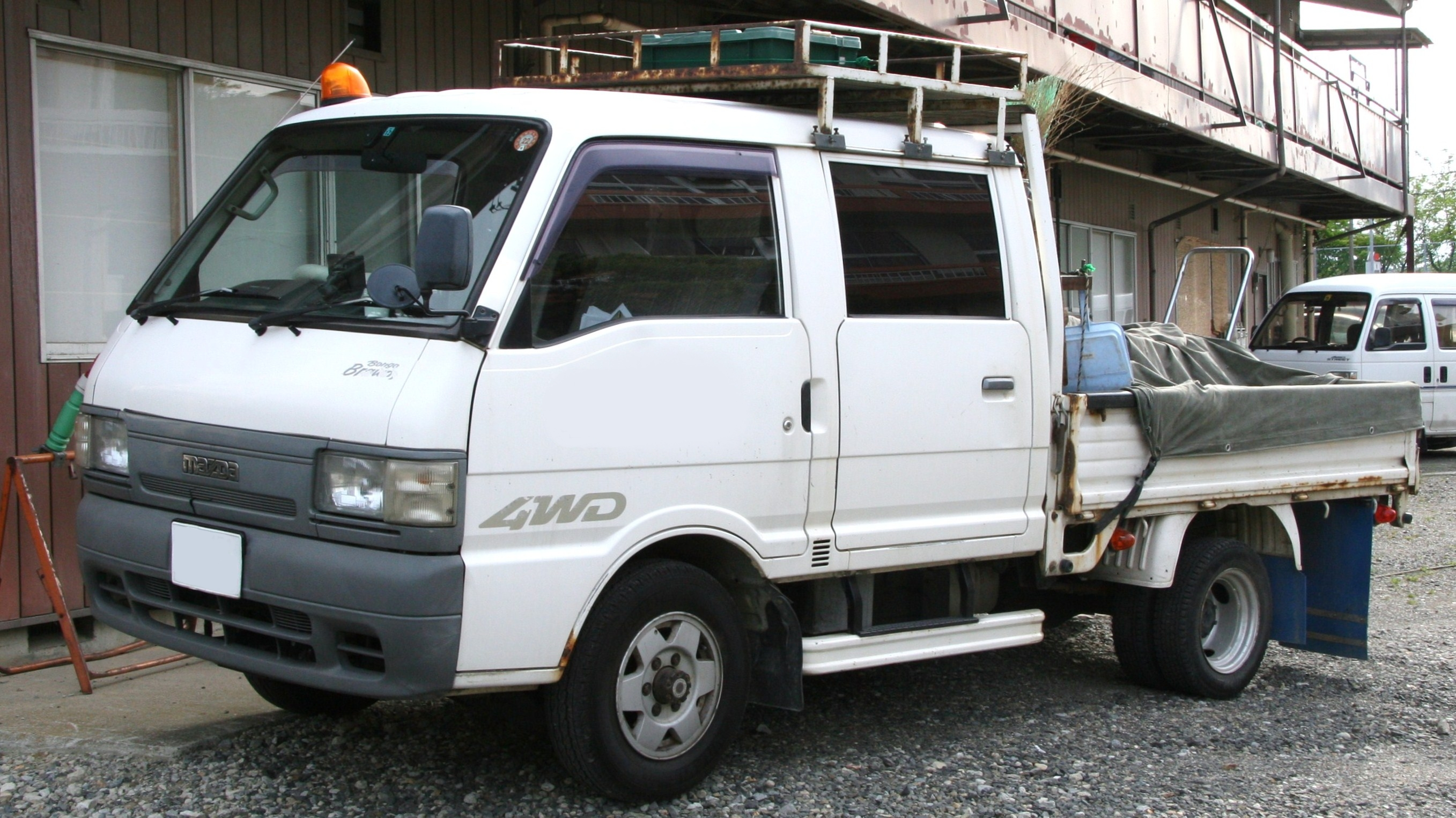
雙廂卡車車頭
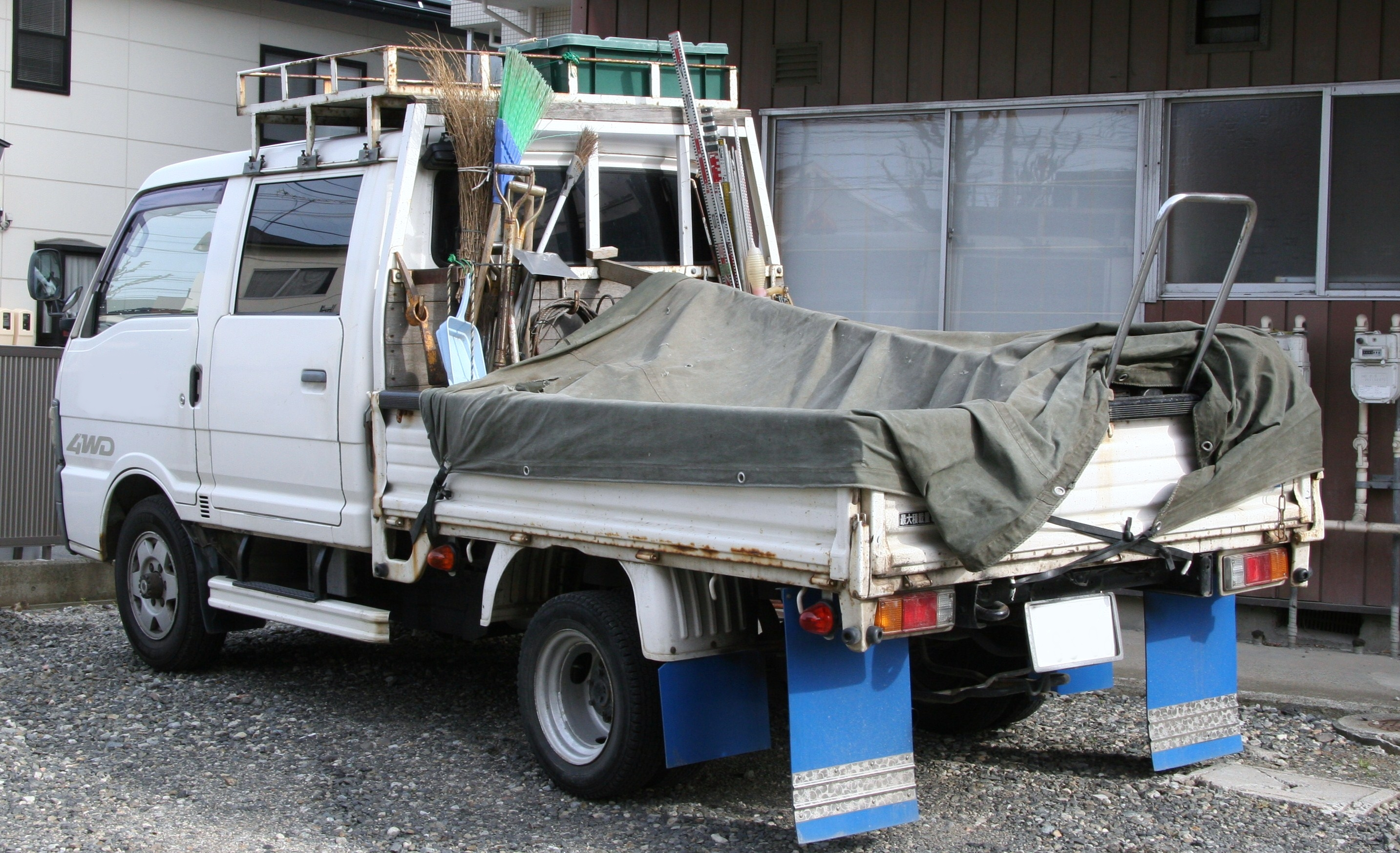
雙廂卡車車尾

### H200M型（2019年迄今）
2019年4月，Bongo Brawny在日本重新推出，基於第五代豐田Hiace。與之前的車型不同，其旨在成為更大的商用貨車，而不是乘用貨車。
- 馬自達Bongo Brawny Van GL (TRH200M)
- 馬自達Bongo Brawny Van DX (TRH200M)

## 外部連結
- （日語）日本官方網站